# 88611 Teharonhiawako
88611 Teharonhiawako è un asteroide della fascia di Kuiper. Scoperto nel 2001, presenta un'orbita caratterizzata da un semiasse maggiore pari a 44,1975980 UA e da un'eccentricità di 0,0231356, inclinata di 2,58010° rispetto all'eclittica.
L'asteroide è dotato di un satellite che ha ricevuto il nome di Sawiskera.